# Piper tricolor
Piper tricolor är en pepparväxtart som beskrevs av Y.C. Tseng. Piper tricolor ingår i släktet Piper och familjen pepparväxter. Inga underarter finns listade i Catalogue of Life.